# My Cassette Player
My Cassette Player este albumul de debut al cântereței germane Lena Meyer-Landrut. Acesta a fost lansat pe 7 mai 2010 și a debutat pe primul loc în clasamentul muzical german. Albumul a primit cinci discuri de aur în Germania pentru vânzări de peste 500.000 de unități.

## Piese
| Nr. | Titlu                     | Autor(i)                                           | Producător(i)                              | Lungime |  |
| 1.  | „Satellite”               | Julie Frost, John Gordon                           | Brix, Ingo Politz, Bernd Wendlandt, Gordon | 2:55    |  |
| 2.  | „My Cassette Player”      | Stefan Raab, Lena Meyer-Landrut                    | Raab                                       | 3:35    |  |
| 3.  | „Not Following”           | Ellie Goulding, Jonny Lattimer                     | Raab                                       | 3:36    |  |
| 4.  | „I Like to Bang My Head”  | Raab, Meyer-Landrut                                | Raab                                       | 3:23    |  |
| 5.  | „My Same”                 | Adele                                              | Raab                                       | 3:02    |  |
| 6.  | „Caterpillar in the Rain” | Raab, Meyer-Landrut                                | Raab                                       | 3:42    |  |
| 7.  | „Love Me”                 | Raab, Meyer-Landrut                                | Raab                                       | 2:59    |  |
| 8.  | „Touch a New Day”         | Raab                                               | Raab                                       | 3:08    |  |
| 9.  | „Bee”                     | Rosi Golan, Per Kristian Ottestad, Mayaeni Strauss | Ottestad                                   | 3:00    |  |
| 10. | „You Can't Stop Me”       | Raab                                               | Raab                                       | 2:54    |  |
| 11. | „Mr. Curiosity”           | Lester Mendez, Dennis James Morris, Jason Mraz     | Raab                                       | 3:41    |  |
| 12. | „I Just Want Your Kiss”   | Daniel Schaub, Pär Lammers, Raab                   | Raab                                       | 3:05    |  |
| 13. | „Wonderful Dreaming”      | Raab, Meyer-Landrut                                | Raab                                       | 3:32    |  |

| Bonus Tracks |                                          |                                          |         |  |
| Nr.          | Titlu                                    | Autor(i)                                 | Lungime |  |
| 14.          | „We Can't Go On” (Amazon.de Bonus Track) | Lammers, Schaub                          | 3:15    |  |
| 15.          | „New Shoes” (iTunes Bonus Track)         | Matty Benbrook, Jim Duguid, Paolo Nutini | 3:23    |  |

| Deluxe Edition Bonus-DVD |                                           |         |  |
| Nr.                      | Titlu                                     | Lungime |  |
| 1.                       | „Unser Star für Oslo - Lena” (Documentar) | 23:00   |  |
| 2.                       | „Satellite” (Video)                       | 2:54    |  |

| Tchibo Deluxe Edition Bonus-DVD |                                                    |         |  |
| Nr.                             | Titlu                                              | Lungime |  |
| 1.                              | „Satellite” (În direct la Unser Star für Oslo)     | 3:01    |  |
| 2.                              | „Love Me” (În direct la Unser Star für Oslo)       | 3:09    |  |
| 3.                              | „Bee” (În direct la Unser Star für Oslo)           | 3:30    |  |
| 4.                              | „My Same” (În direct la Unser Star für Oslo)       | 3:39    |  |
| 5.                              | „Mr. Curiosity” (În direct la Unser Star für Oslo) | 3:32    |  |
| 6.                              | „Photogallery („Satellite”)”                       | 2:54    |  |

## Personal
| Vocalist principal - Lena Meyer-Landrut Vocaliști suplimentari - Christoph Leis-Bendorf - Jan Löchel - Kayna Muzicieni suplimentari - Thorsten Brötzmann – clape - Axel Grube – chitară bas - Michael Knauer – clape - Peter Weihe – chitară Procesare audio - Sascha „Busy” Bühren - Jeo@Jeopark - Michael Schwabe | Producători - Andre „Brix” Buchmann - John Gordon - Per Kristian „Boots” Ottestad - Ingo Politz - Stefan Raab - Bernd Wendtland Copertă/Fotografii - Sophie Krische - Ronald Reinsberg Compozitori (versuri și muzică) - Adele Laurie Blue Adkins - Matty Benbrook - Jim Duguid - Julie Frost | - Rosi Golan - John Gordon (muzică) - Elena Jane „Ellie” Goulding - Pär Lammers - Jonny Lattimer - Lester A. Mendez - Lena Meyer-Landrut (versuri) - Dennis James Morris - Jason Mraz - Paolo Nutini - Per Kristian „Boots” Ottestad - Stefan Raab - Daniel Schaub - Mayaeni Strauss |

Sursă:

## Clasamente și certificări

### Clasamente
| Clasament (2010)        | Poziție |
| ----------------------- | ------- |
| Austria                 | 1       |
| Belgia                  | 54      |
| Danemarca               | 40      |
| Elveția                 | 3       |
| European Top 100 Albums | 5       |
| Finlanda                | 43      |
| Germania                | 1       |
| Grecia                  | 4       |
| Norvegia                | 7       |
| Polonia                 | 45      |
| Slovenia                | 23      |
| Suedia                  | 5       |

### Clasamente anuale
| Clasament (2010)        | Poziție |
| ----------------------- | ------- |
| Austria                 | 30      |
| Elveția                 | 24      |
| European Top 100 Albums | 48      |
| Germania                | 5       |

### Certificări
| Regiune         | Certificare | Vânzări |
| --------------- | ----------- | ------- |
| Germania (BVMI) | 5 × aur     | 500.000 |